# متحف الفن الإسلامي (الدوحة)
متحف الفن الإسلامي في الدوحة هو متحف يقع في العاصمة القطرية الدوحة قام بتصميمه المهندس المعماري آيوه مينغ بي والذي كان (أي. أم. بي) اختصاراً له، تأثر تصميم المتحف بالعمارة الإسلامية القديمة. يبلغ مجموع مساحة المتحف 45000 م2 ويقع على حافة ميناء الدوحة في الطرف الجنوبي لخليج الدوحة.

## تاريخ
انتهى بناء هيكل المتحف في عام 2006، ولكن التصميم الداخلي تعرض لعديد من التغييرات. افتتح المتحف في 22 نوفمبر 2008.

## الافتتاح
افتتح الشيخ حمد آل ثاني المتحف بالتوقيع على أولى صفحات الكتاب الذهبي الخاص بالمتحف، حيث كتب فيها «لقد قدم العالم الإسلامي للحضارة الإنسانية تراثا فنيا وثقافيا وعلميا ومعماريا نعتز به. يضم هذا الصرح الشامخ الذي نفتتحه اليوم بعضا من لمحاته، نأمل أن تجعله مركزا للاستنارة والتعريف بحضارة عريقة عميقة الجذور». كما قالت الشيخة المياسة بنت حمد بأن أحد أهم أهداف إنشاء قطر لهذا المتحف، هو التعريف بخصائص ومقومات الإسلام، مضيفة أن من ضمن الأهداف أيضا التعريف بسماحة الإسلام، «وأن ننقل للدنيا سماحة الإسلام في عالم لا يتعاطى موضوعيا مع الدين الإسلامي». وقالت الشيخة المياسة رئيسة مجلس أمناء هيئة المتحف إنهم في قطر يأملون في أن يكون المتحف منارة علم للدارسين والباحثين من الدول القريبة من قطر وكذلك البعيدة عنها.

## المعروضات
جمعت مقتنيات المتحف من أوروبا وآسيا، يتراوح تاريخها بين القرن السابع الميلادي وصولا إلى القرن التاسع عشر، وتمثل مجموعة المقتنيات التنوع الموجود في الفن الإسلامي. وتتراوح المعروضات ما بين الكتب والمخطوطات وقطع السيراميك والمعادن والزجاج والعاج والأنسجة والخشب والأحجار الكريمة والقطع النقدية المصنوعة من الفضة والنحاس والبرونز، التي يرجع تاريخ بعضها إلى ما قبل الإسلام وبالتحديد إلى العهد الساساني، وترجع أحدثها إلى العهد الصفوي، مرورا بالعصرين الأموي والعباسي. كما يضم المتحف مركز أبحاث بالإضافة إلى مكتبة للفن الإسلامي إلى جانب مقتنياته.
استمر جمع المعروضات البالغ عددها 800 قطعة فنية 15 عاما والتي توثق لفترة 14 قرنا من تاريخ الفن الإسلامي. بلغ حرص السلطات القطرية للحفاظ على القطع الفنية، أنها وضعتها في مستودع مكيف بإحدى الثكنات العسكرية، ريثما يتم الانتهاء من بناء المتحف. بالإضافة إلى الجهد الكبير الذي بذل في البحث عنها في العديد من المتاحف والمراكز الثقافية حول العالم، خاصة أن البعض منها لم يعرض إطلاقا مسبقا، فيما عرض البعض الآخر لفترات محدودة.

## التصميم
صمم مبنى المتحف المهندس المعماري الأمريكي من أصل صيني آي إم بي الذي سبق وصمم الهرم الزجاجي خارج متحف اللوفر الباريسي وصمم مبنى بنك شنغهاي الفريد في الصين، فضلا عن قيامه بتصميم متحف ميهو في اليابان. ويتربع المتحف على واجهة كورنيش مدينة الدوحة، على جزيرة صناعية وتبلغ مساحته 33.5 ألف متر مربع، وهو مبنى مؤلف من خمسة طوابق. استلهم المتحف تصميمه من «نافورة الوضوء» التي أنشئت خلال القرن الثالث عشر في مسجد أحمد بن طولون في القاهرة، الذي يعود تاريخه إلى القرن التاسع الميلادي.
يقول المهندس المصمم، إنه عندما تلقى دعوة أمير قطر لتصميم المتحف، رفض في البداية باعتباره غير مطلع على الفنون الإسلامية، قبل أن يقوم بجولة بين قرطبة والمسجد الأموي بدمشق وعدد من المراكز الثقافية الإسلامية حول العالم، وعندما رأى المهندس الصيني قبة نافورة الوضوء في مسجد أحمد بن طولون بالقاهرة، قال حينها إنه وجد روح المتحف التي استوحى منها تصميمه.

## المبنى
يتكون المتحف من خمس طوابق. يحتوي القبو على جميع الخدمات الكهربائية والميكانيكية التي تخدم المتحف، فيما يتضمن الطابق الأرضي المدخل الرئيسي الذي فيه العرض المؤقت، والطابقان الثاني والثالث فهما مخصصين للمعارض الدائمة. بينما يتضمن الطابق الرابع قاعات للمحاضرات وقاعات صغيرة للعرض، أما فيما يخص الطابق الخامس فهو مخصصا لبعض المكاتب الإدارية لكبار الإداريين، ويتضمن الطابق أيضا مطعما حديثا.
يضم المتحف أيضا الجناح التعليمي الذي يحتوي على قاعات للمحاضرات ومكتبة مجهزة وغرف للعمليات والمرئيات التي تعزز جوانب التعليم والبحث في مجالات الفن الإسلامي، حيث أن المتحف لن يكون محصورا في عملية العرض والزيارات فقط.

## نشاطات أخرى
تسعى هيئة متاحف قطر إلى أن تجعل من متحف الفن الإسلامي مركزا للمعلومات والبحث والإبداع، ومنارة للحوار والتبادل الثقافي من خلال استقطاب جمهور عالمي، حيث يعتبر المتحف انعكاسا لرؤية الشيخ حمد بن خليفة آل ثاني بأن تكون دولة قطر عاصمة للثقافة في الشرق الأوسط.

## انظر ايضاً
- ألف اختراع واختراع
- نادي الجسرة الثقافي الاجتماعي
- مشيرب

## وصلات خارجية
- متحف الفن الإسلامي الموقع الرسمي
- استعراض حي لمتحف الفنون الإسلامية
- متحف الفنون الإسلامية
- وكالة الأنباء القطرية نسخة محفوظة 23 أكتوبر 2013 على موقع واي باك مشين.
- ندوة حول الفن الإسلامي
- ليزلي اي روبيرستون أسوشييتس